# Buczek (stacja kolejowa)
Buczek – stacja kolejowa w miejscowości Wielki Buczek, w województwie wielkopolskim, w powiecie kępińskim, w gminie Rychtal, w Polsce.
| Buczek                                    |  |                                            |
| Linia nr 307 Namysłów - Kępno (21,424 km) |  |                                            |
| Rychtalodległość: 7,381 km                |  | Trzcinica Wielkopolska odległość: 4,219 km |